# Gurgaon
Gurgaon (en hindi : ɡʊɽɡã ; गुड़गाँव), officiellement Gurugram (en hindi : ɡʊɾʊɡɾa ; गुरुग्राम), est une ville de l'État indien de l'Haryana. C'est une ville satellite de niveau 2 de Delhi et le siège administratif du district de Gurgaon, située dans l'État indien du nord de l'Haryana. C'est l'une des principales villes satellites de Delhi et fait partie de la région de la capitale nationale de l'Inde. En 2011, Gurgaon comptait 876.969 habitants,.

## Histoire

### Histoire ancienne
La région de Gurgaon appartenait, à l'origine, au Royaume Kourou (Sanskrit : कुरु), une union tribale védique indo-aryenne de l'âge du fer du nord de l'Inde. Les premiers habitants de la région étaient des hindous gouvernés par le clan Ahir. Les tribus Yadu faisaient partie de ce clan et aujourd'hui leurs descendants portent généralement le nom de famille Yadav. À la fin du IVe siècle avant J.-C., la ville fut absorbée par l'Empire maurya dans le cadre des premières expansions du royaume de Chandragupta Maurya.
Gurgaon pourrait être la même ville que Gudapura mentionnée dans le texte du XIIe siècle Prithviraja Vijaya. Selon le texte, Nagarjuna, un cousin du roi Chahamana Prithivîrâja Châhumâna III, s'est rebellé contre le roi et a capturé la ville. Prithviraj a écrasé la rébellion et a repris la ville,.
À l'époque moghole et pendant l'ère coloniale britannique, Gurgaon n'était qu'un petit village dans le Paragana Jharsa de Delhi subah. Le paragana Jharsa passa sous la domination de Begum Samru en 1776-1777 puis, sous la domination britannique directe en 1836 après sa mort lorsque son territoire fut repris par les Britanniques qui établirent des lignes civiles à Jharsa et un cantonnement de cavalerie à proximité de Hiyadatpur.

### Raj britannique
La région est passée sous domination britannique par le traité Surji Arjunang avec Scindia en 1803 et est devenue un pargana du district de Delhi. Après la Révolte des cipayes de 1857, le district de Delhi a été transféré des provinces du Nord-Ouest à la province du Pendjab. En 1861, le district de Delhi fut réorganisé en cinq tehsils (subdivisions administratives) : Gurgaon, Firozpur Jhirka, Nuh, Palwal et Rewari. En 1947, Gurgaon est devenue une partie de l'Inde indépendante sous le nom de Naggar du Pendjab indien. En 1966, cette ville relevait de l'État de l'Haryana, nouvellement créé.
Le 12 avril 2016, la ville de Gurgaon a été renommée Gurugram,.

## Géographie
La ville de Gurugram est située près de la frontière entre Delhi et l'Haryana, à environ 30 kilomètres au sud-ouest de la capitale nationale New Delhi et à 268 km au sud de Chandigarh, la capitale de l'État. L'altitude moyenne est de 217 mètres au-dessus du niveau de la mer
La ville est à 10 km de l'Aéroport international Indira-Gandhi, l'aéroport de Delhi.

## Économie
Gurugram est le deuxième plus grand centre informatique de l'Inde et le troisième plus grand centre financier et bancaire, et le siège indien de très nombreuses multinationales. Elle se développe très rapidement et on y trouve l'une des plus grandes concentrations de centres commerciaux (shopping malls) du pays.
Gurugram est la 8e plus grande ville du pays en termes de richesse. Elle abrite les sièges sociaux de très nombreuses grandes entreprises indiennes, de milliers de startups et des bureaux de 250 entreprises classées dans Fortune 500. Elle représente près de 70 % du total des investissements économiques annuels dans l'État d'Haryana, ce qui l'a aidée à devenir un pôle de premier plan pour l'industrie de haute technologie dans le nord de l'Inde. Gurgaon appartient à la catégorie des villes très bien classées selon l'indice de développement humain, avec un IDH de 0,889 en 2017.
La croissance économique de Gurugram a commencé dans les années 1970 lorsque Maruti Suzuki India Limited a construit une usine de production et s'est accélérée après que General Electric a établi ses opérations d'externalisation d'entreprise connues sous le nom de Genpact dans la ville en collaboration avec la société immobilière DLF,. Malgré une croissance économique et démographique rapide, Gurugram continue de lutter contre des problèmes socio-économiques, les inégalités élevées des revenus et la forte pollution de l'air, Il y a également un problème d'inondation en raison de la capacité de drainage limitée. Gurugram est tristement célèbre pour la prostitution, les spas érotiques, le tourisme sexuel et les escortes haut de gamme dans des zones comme MG Road et Sector 29,,,,.

## Transports

### Réseau routier et autoroutier
La principale autoroute desservant Gurugram est la National Highway 48 (NH 48), longue de 2.807 km, qui traverse les États de Delhi, Haryana, Rajasthan, Gujarat, Maharashtra, Karnataka et Tamil Nadu, pour relier New Delhi à Chennai (anciennement Madras). Le tronçon de 27,7 kilomètres reliant Delhi à la frontière de Gurugram et à Kherki Dhaula a été transformé en autoroute Delhi-Gurugram à 8 voies, tandis que le reste est à 6 voies.

### Chemins de fer

#### Train interurbain
La gare de Gurugram est exploitée par Northern Railway d'Indian Railways. La gare fait partie du plus grand réseau ferroviaire indien. Gurugram possède plusieurs gares : Tajnagar, Dhankot, Farrukhnagar, Patli et la jonction ferroviaire de Ghari Harsaru. Dans le cadre de la modernisation des gares ferroviaires, Indian Railways a modernisé les gares ferroviaires de Gurugram, la jonction ferroviaire de Ghari Harsaru et la gare de Farrukhnagar avec des équipements modernes et des installations aux critères internationaux.

#### Métro de Delhi
La ligne de métro Delhi-Gurugram a été inaugurée en juin 2010 à l'occasion des Jeux du Commonwealth.
Il y a cinq stations desservies par Delhi Metro Rail Corporation Ltd. situées sur la ligne jaune (ligne 2), à savoir Millennium City Centre, IFFCO Chowk, MG Road, Sikanderpur et Guru Droncharya.
L'extension du réseau du métro est programmée.

#### Métro rapide
Le métro rapide de Gurugram est le premier métro au monde à avoir été entièrement financé par des capitaux privés (125,7 MUS$ valeur 2012). Il est entièrement surélevé et fonctionne automatiquement. Il compte actuellement 11 stations, avec un échange avec la ligne jaune (ligne 2) du métro de Delhi à la station Sikanderpur.
La 1re phase de la ligne 1 du métro rapide, une boucle en voie unique au nord de Sikanderpur, a été mise en service le 14 novembre 2013 et mesurait 5,1 kilomètres. Il offre un service de transport aérien exclusif avec 3 rames de voyageurs qui circulent en boucle
La deuxième phase du projet, une extension en double voie de 6,6 km au sud de Sikanderpur, lancée en octobre 2012, a porté le nombre total de stations de métro à 11 et la longueur de la ligne à 12,85 km. En 2023, 48.000 personnes ont emprunté le métro rapide chaque jour ouvré,. La phase II de la ligne de métro rapide a été ouverte au public le 31 mars 2017 et comporte 12 rames.
Les rames circulent de 6h05 à 00h36 avec une fréquence de 4 minutes. Elles peuvent atteindre la vitesse maximale de 80 km/h et circulent sur la ligne à la vitesse moyenne de 40 km/h. Les 12 rames, composées de trois caisses, mesurent 59,94 mètres de longueur et 2,80 m de largeur. Chaque voiture comporte 4 portes de chaque côté et peut transporter 800 passagers
La fréquentation du métro rapide est inférieure aux attentes. La phase 1 avait pour objectif un minimum de 100.000 voyageurs par jour, mais la fréquentation s'est stabilisée à 30.000. Même après la mise en service de la phase 2, la fréquentation quotidienne en 2018 s'est stabilisée autour de 50.000. Urban Transport News a considéré que le métro rapide était un « échec » en raison de son coût élevé, de sa faible fréquentation et de son emplacement critiquable. Le métro a été conçu pour transporter 30.000 voyageurs par heure.
La société Haryana Mass Rapid Transit Corporation (HMRTC) prévoit de construire et de gérer, d'ici 2027, un réseau de métro s'étendant sur 188 kilomètres à Gurugram.

### Transport aérien
Gurugram est desservie par l'Aéroport international Indira-Gandhi de New Delhi, situé juste aux confins de la ville de Gurugram, près de la route nationale NH 8.

### Transports en commun sur route
En novembre 2013, Gurugram a lancé une initiative inspirée de Ciclovía, connue sous le nom de "Raahgiri Day", dans le cadre de laquelle un couloir des rues est fermé à la circulation automobile, le dimanche matin, pour encourager l'utilisation de transports non motorisés et la participation à des activités de loisirs en plein air. Gurugram a été la première ville en Inde à mettre en œuvre un tel programme, suivie par New Delhi, puis Noida,,.
Gurugram devrait également accueillir les premiers taxis robots guidés sur rail d'Inde.

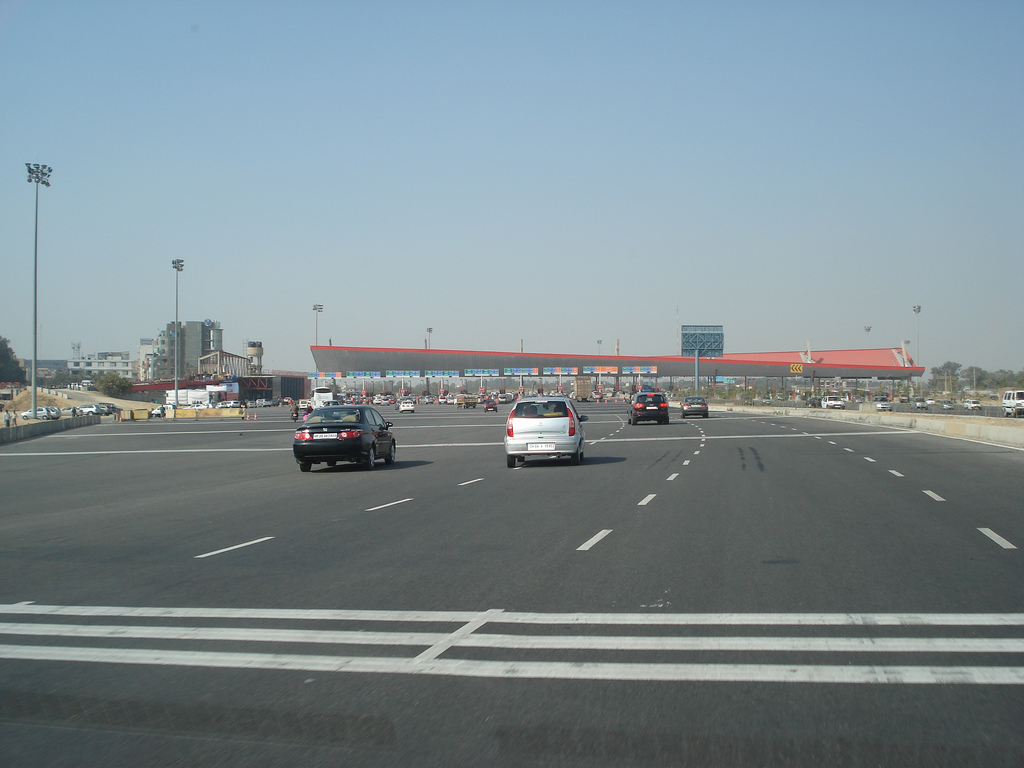
Gare de péage de Gurugram sur l'Autoroute Delhi-Gurgaon NH 48
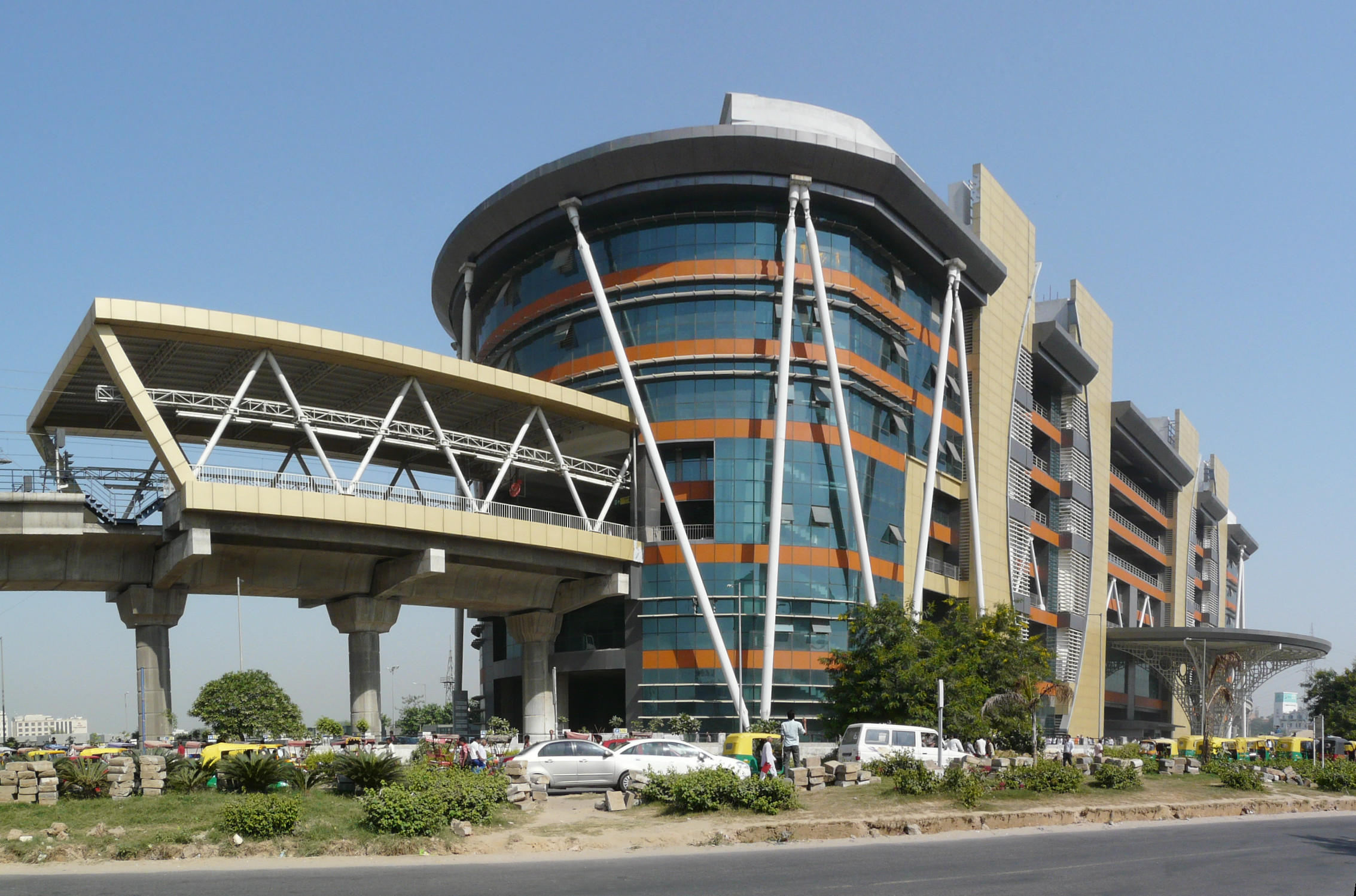
Station de métro Millennium City Centre Gurugram terminus de la ligne Jaune (ligne 2) du métro de Dlhi correspondance avec métro rapide de Gurugram
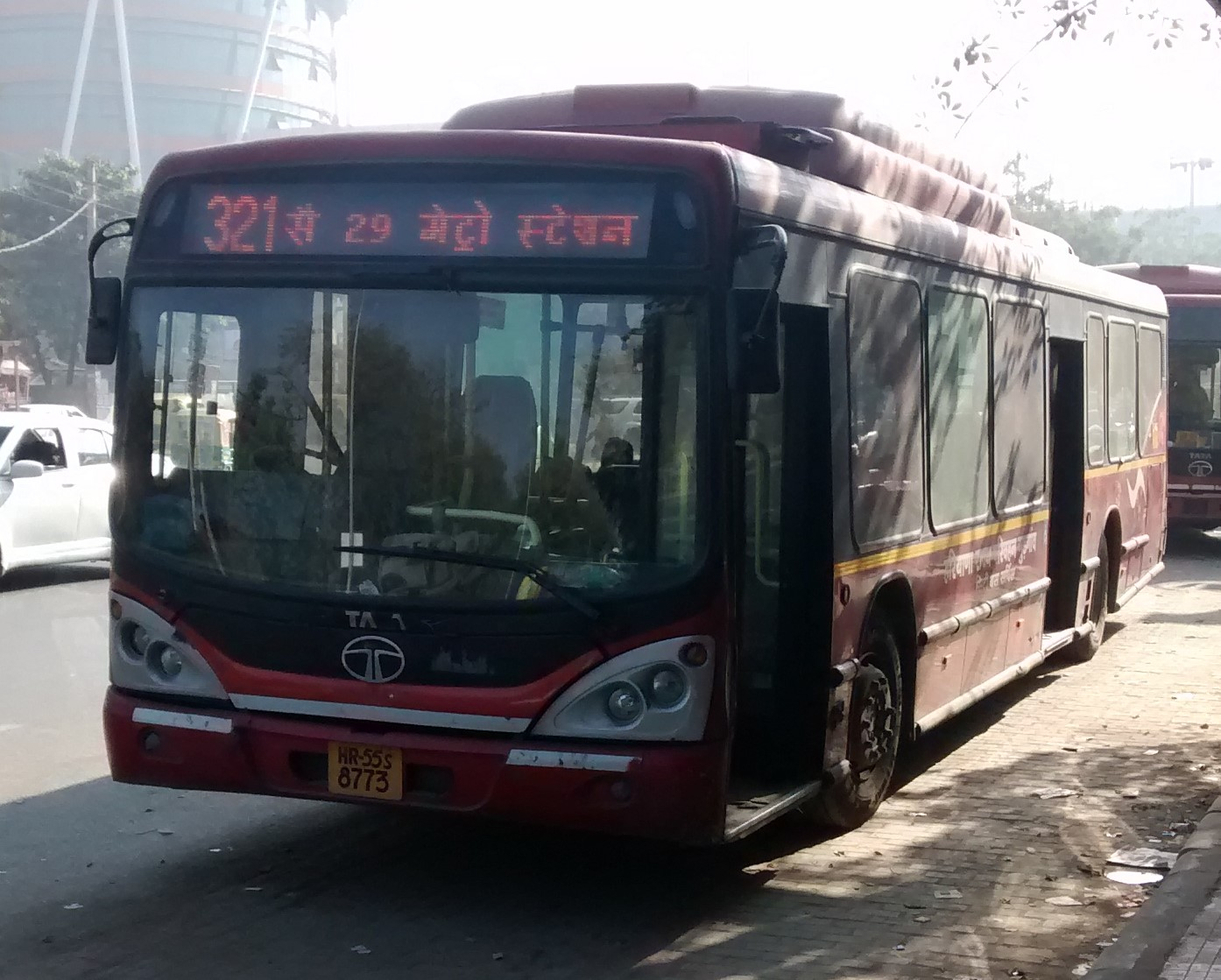
Aytobus urbain de Gurugram
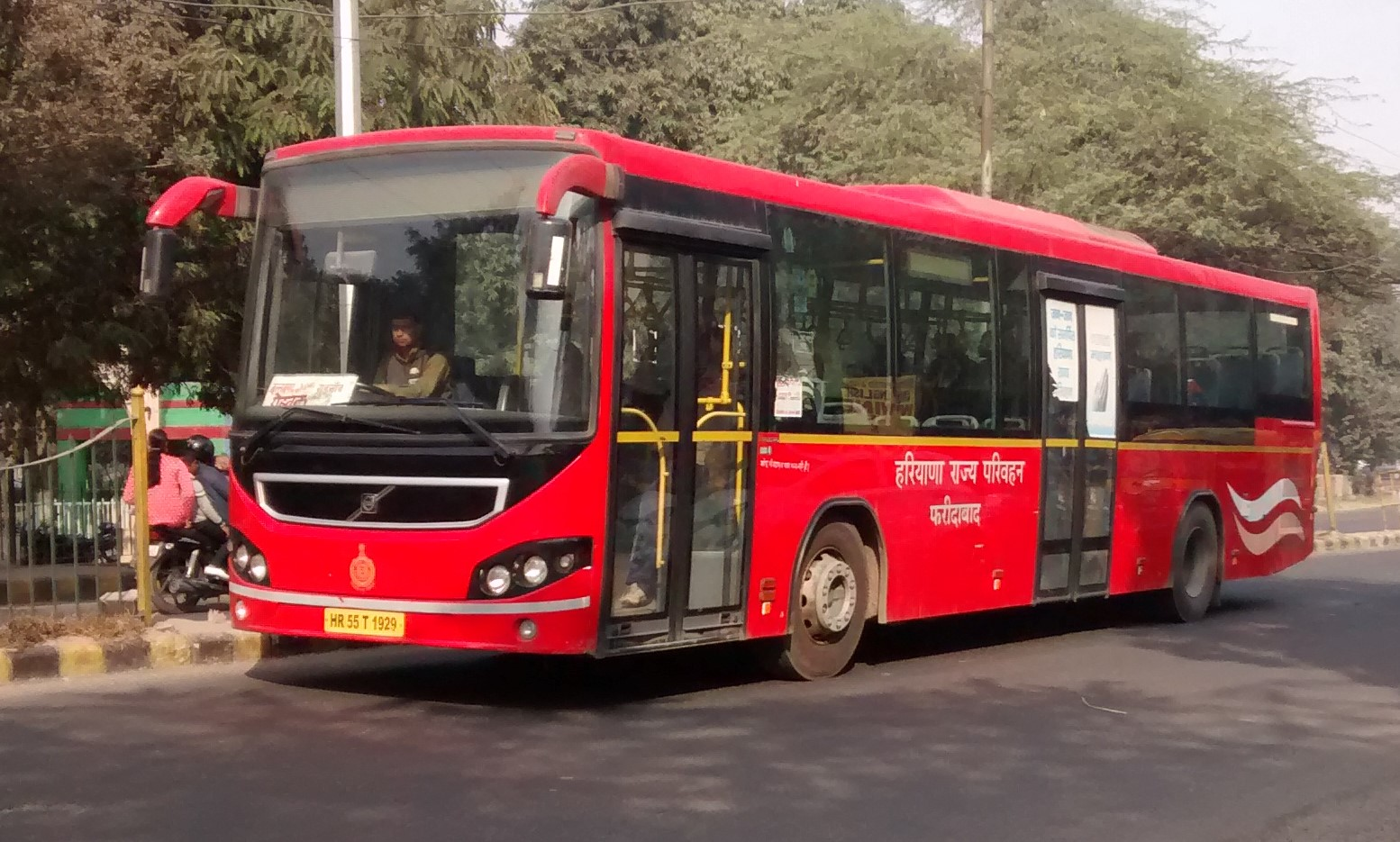
Autobus intercity de la compagnie Haryana Roadways

## Culture
Les lieux importants d'art et de spectacle de la ville comprennent
- Epicentre, dans le secteur 44,
- Kingdom of Dreams près d'IFFCO Chowk qui comprend :
  - Théâtre Showshaa, un amphithéâtre en forme de dôme de 350 places,
  - Nautanki Mehal, salle de théâtre principale (864 places) qui comprend deux auditoriums.

### Éducation
Le système scolaire public de la ville est géré par le gouvernement de l'Haryana et administré par le Haryana Board of School Education (HBSE). Il existe des écoles affiliées au Central Board of Secondary Education, au Indian Certificate of Secondary Education et au International Baccalaureate Organization (IBO).
Les étudiants peuvent étudier ensuite dans plusieurs universités et instituts, pour obtenir des licences, masters, doctorats et autres, situées à Gurugram et ses environs :
- l'Université de Gurugram,
- l'Université Sushant,
- l'Université NorthCap,
- l'Université GD Goenka,
- l'Université KR Mangalam,
- l'Université Amity,
- le Management Development Institute (MDI),
- le Great Lakes Institute of Management (GLIM),
- l'Infinity Business School (Inbuss,
- l'Université BML Munjal,
- l'Université Shree Guru Gobind Singh Tricentenary (SGT).

### Religions
L'hindouisme est la religion la plus populaire à Gurugram, suivie par l'islam et le sikhisme. On compte également un petit nombre de chrétiens, de bouddhistes et des adeptes du jaïnisme et de la foi bahá'íe. Il existe plusieurs lieux de culte pour les principales religions, notamment des mandirs, des gurdwaras, des mosquées et des églises.

### Langues et dialectes
La principale langue parlée à Gurugram est l'hindi, bien qu'une partie de la population comprenne et parle couramment anglais. Le dialecte utilisé en hindi est similaire à celui de Delhi et est considéré comme neutre, bien que les influences régionales des États de Haryana, d'Uttar Pradesh et du Pendjab ajoutent un accent à la langue. L'anglais est parlé avec un accent indien, principalement influencé par l'Inde du Nord. Étant donné que Gurugram compte de nombreux centres d'appel internationaux, les employés reçoivent une formation pour avoir une prononciation neutre afin d'être compréhensibles pour les anglophones d'origine. L'haryanvi et le punjabi sont aussi des langues populaires parlées dans la ville.

### Sports
La ville possède deux grands stades de sport : 
- le stade Tau Devi Lal dans le secteur 38, qui dispose d'installations pour le cricket, le football, le basket-ball et l'athlétisme ainsi que d'une auberge pour les sportifs,
- le stade Nehru qui est conçu pour le football et l'athlétisme. Le club professionnel de football Amity United FC a été locataire du stade Tau Devi Lal jusqu'en 2012. Le district de Gurgaon compte neuf terrains de golf et est décrit comme le « cœur du pays du golf en Inde »[49]

Le fameux joueur de cricket Joginder Rao était originaire de Gurugram.

## Lieux et monuments
- Le parc national de Sultanpur qui abrite plus de 200 espèces d'oiseaux dont une centaine d'oiseaux migrateurs sur une surface de 1,43 km2 est situé à 15 km de Gurugram.

## Personnalités liées à la ville
- Shivani Kataria, nageuse indienne, est née à Gurgaon.
- Baby Halder, écrivaine indienne, y vit.
- Rajkummar Rao, grand acteur du cinéma hindi, est né à Gurugram,
- Joginder Rao, grand joueur de cricket, est né à Gurugram.

## Galerie

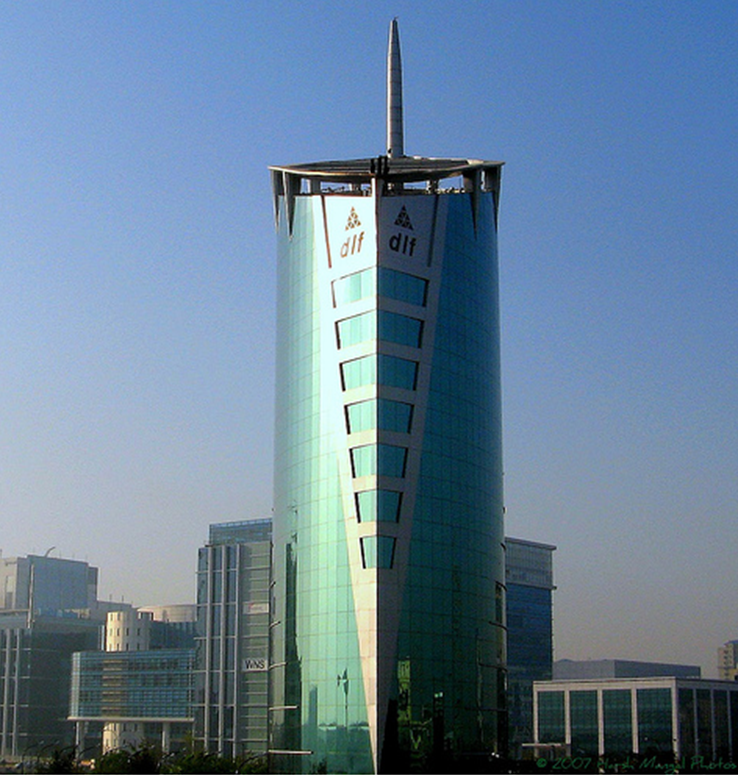
DLF Gateway
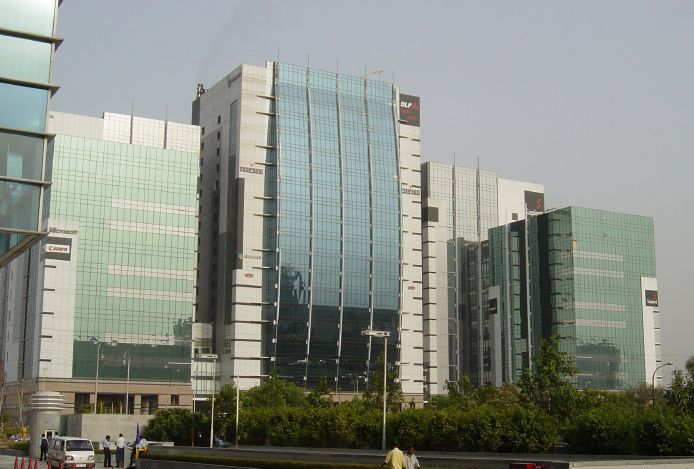
Phase 3 de DLF City
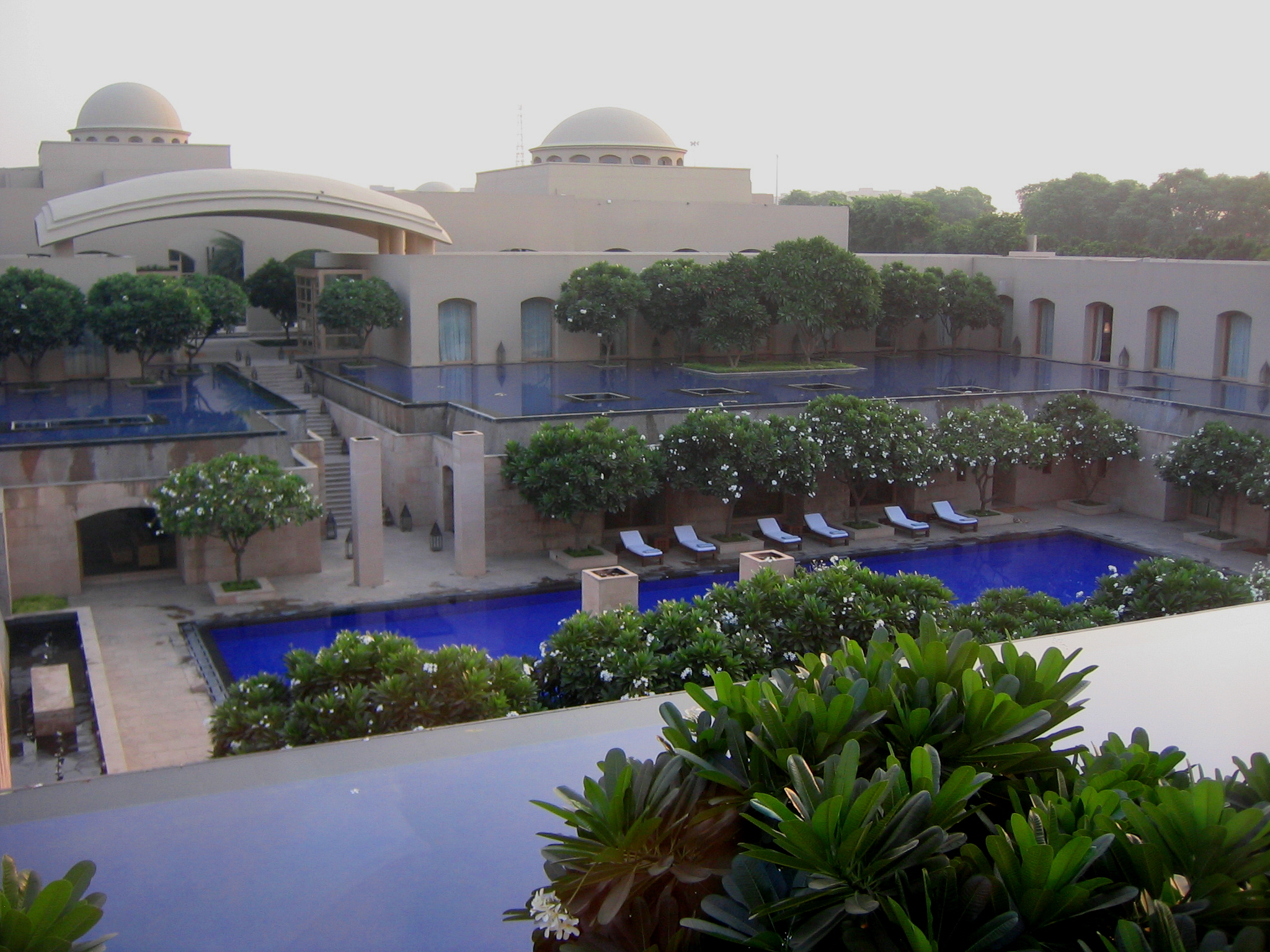
Hôtel Trident Gurugram